# آخمتوو (شهرستان آبزلیلوفسکی، باشقیرستان)
آخمتوو (به لاتین: Akhmetovo) یک منطقهٔ مسکونی در روسیه است که در باشقیرستان واقع شده‌است.